# Plan B (músico)
Benjamin Paul Ballance-Drew (Londres, 22 de octubre de 1983), conocido artísticamente como Plan B, es un músico británico de música hip hop y soul, además de actor. En 2006 publicó su primer álbum Who Needs Actions When You Got Words, que alcanzaría el puesto 30 en las listas británicas de álbumes. Con la colaboración en «End Credits» alcanzó su primer top 10 en el Reino Unido. Cuatro años más tarde alcanzó con su álbum The Defamation of Strickland Banks el número 1 en Reino Unido.
Plan B fue nominado a los premios EMA de los MTV como mejor artista revelación con su nuevo álbum The Defamation of Stricklands Banks. Cuenta la historia de un cantante de soul que aunque consigue hacerse famoso, pierde todo lo demás. El disco ha sido todo un éxito en ventas.

## Discografía

### Álbumes
- 2006: Who Needs Actions When You Got Words
- 2010: The Defamation of Strickland Banks
- 2012: Ill Manors

### Sencillos
- 2005: «Kidz» / «Dead and Buried»
- 2005: «Sick 2 Def» / «No Good»
- 2006: «Mama (Loves a Crackhead)»
- 2007: «No Good»
- 2010: «Stay Too Long»
- 2010: «She Said»
- 2010: «Prayin'»
- 2010: «The Recluse»
- 2010: «Love Goes Down»
- 2011: «Hard Times» (con Elton John y Paloma Faith)
- 2012: «Ill Manors»

### Como artista invitado
- 2007: «No Hats, No Trainers» (Shameless con Plan B)
- 2008: «Pieces» (Chase & Status con Plan B)
- 2009: «Shifty» (Riz MC, Sway & Plan B)
- 2009: «End Credits» (Chase & Status con Plan B)
- 2012: «All of You» (Riz MC con Aruba Red & Plan B)

## Filmografía

### Créditos como actor en películas
| Año  | Título               | Rol              | Director      | Notas                 |
| ---- | -------------------- | ---------------- | ------------- | --------------------- |
| 2008 | Adulthood            | Dabs             | Noel Clarke   |                       |
| 2009 | Harry Brown          | Noel Winters     | Daniel Barber |                       |
| 2010 | 4.3.2.1              | Terry            | Noel Clarke   |                       |
| 2011 | Turnout              | John             | Lee Sales     |                       |
| 2012 | The Sweeney          | DS George Carter | Nick Love     |                       |
| 2012 | The Devil's Dandruff | Jason Cook       |               | También como escritor |

### Créditos como director
| Año  | Título                                 | Notas         |
| ---- | -------------------------------------- | ------------- |
| 2008 | Michelle                               | Cortometraje  |
| 2008 | Pieces (por Chase & Status con Plan B) | Video musical |
| 2012 | Ill Manors                             | Video musical |
| 2012 | The Defamation of Strickland Banks     |               |